# Philodromus diablae
Philodromus diablae är en spindelart som beskrevs av Schick 1965. Philodromus diablae ingår i släktet Philodromus och familjen snabblöparspindlar. Inga underarter finns listade i Catalogue of Life.